# Колодка Микола Антонович
Микола Антонович Колодка (нар. 1900, село Братковичі, Австро-Угорщина, тепер Городоцького району Львівської області — ?) — український радянський діяч, голова колгоспу імені Хрущова села Братковичі Городоцького району. Депутат Верховної Ради УРСР 2-го скликання.

## Життєпис
Народився в бідній селянській родині. На фронтах Першої світової війни загинув його батько, Антон Колодка. Трудову діяльність розпочав у п'ятнадцятирічному віці робітником цегельного заводу на Городоччині, де працював до 1938 року.
Після захоплення Галичини Червоною армією, у 1940—1941 роках працював комірником Братковецької машинно-тракторної станції Городоцького району Львівської області.
Під час німецько-радянської війни, у 1944 році був мобілізований разом із сином Михайлом (який загинув на фронті) в Червону армію, брав участь в боях з німецькими військами. Після демобілізації, у 1945 році повернувся до рідного села.
З 1946 року — голова колгоспу імені Хрущова села Братковичі Городоцького району.

## Нагороди
- орден Трудового Червоного Прапора (23.01.1948)
- ордени
- медалі